# Васіле-Александрі (Тулча)
Васіле-Александрі (рум. Vasile Alecsandri) — село у повіті Тулча в Румунії. Входить до складу комуни Стежару.
Село розташоване на відстані 194 км на схід від Бухареста, 49 км на південний захід від Тулчі, 69 км на північ від Констанци, 79 км на південний схід від Галаца.

## Населення
За даними перепису населення 2002 року у селі проживали 626 осіб.
Національний склад населення села:
| Національність | Кількість осіб | Відсоток |
| -------------- | -------------- | -------- |
| румуни         | 615            | 98,2%    |
| турки          | 8              | 1,3%     |

Рідною мовою назвали:
| Мова      | Кількість осіб | Відсоток |
| --------- | -------------- | -------- |
| румунська | 617            | 98,6%    |
| турецька  | 8              | 1,3%     |